# Eufrozyna Dukaina Kamaterina
Eufrozyna Dukaina Kamaterina, gr.: Ευφροσύνη Δούκαινα Καματερίνα, Euphrosynē Doukaina Kamaterina  (ur. ok. 1155, zm. 1210–1211) – żona Aleksego III Angelosa cesarza bizantyńskiego.

## Życie
Eufrozyna była córką Andronika Dukasa Kamaterosa (zmarłego w 1176 roku), arystokraty bizantyńskiego, pełniącego wysokie funkcje we flocie i administracji cesarskiej (wielkiego drungariosa i pansebastosa). Była spokrewniona z cesarzem Konstantynem X i Ireną Dukainą, cesarzową, żoną Aleksego I Komnena. Obydwaj jej bracia wzięli udział w rebelii przeciw cesarzowi Andronikowi I Komnenowi; za co spotkały ich surowe represje: jeden został oślepiony, drugi uwięziony.
Eufrozyna poślubiła Aleksego III Angelosa ok. 1169 roku. 8 kwietnia 1195 roku Aleksy pozbawił władzy swego brata Izaaka II Angelosa i został przez wojsko obwołany cesarzem. Przeprowadzenie zamachu w znacznym stopniu umożliwiła mężowi Eufrozyna organizując popierające go stronnictwo arystokratyczne, zwalczając opozycję w pałacu cesarskim i stosując na masową skalę przekupstwo.
Eufrozyna była osobą ambitną i utalentowaną. Zajęty rozgrywkami dyplomatycznymi mąż pozostawił jej prowadzenie polityki wewnętrznej państwa. W krótkim czasie zraziła sobie poddanych zamiłowaniem do przepychu, rozrzutnością i wszechogarniającą korupcją. Nie stroniła też od romansów. W 1196 roku jej brat, Bazyli Kamateros, I zięć, Andronik Kontostephanos, oskarżyli Eufrozynę o zdradę z jednym z ministrów, arystokratą Watatzesem. Aleksy III uwierzył zarzutom. Watatzesa stracono. Eufrozyna została pozbawiona szat cesarskich i zesłana do klasztoru w Nematarei w październiku 1196 roku. Jej krewni skłonili ostatecznie Aleksego do odwołania wyroku i po sześciu miesiącach na wiosnę 1197 roku Eufrozyna powróciła do Konstantynopola.
W lipcu 1203 roku, po odparciu szturmu rycerzy krzyżowych, którzy oblegli Konstantynopol domagając się praw do tronu po ojcu dla jego bratanka Aleksego IV, Aleksy III zbiegł z Konstantynopola z liczącym 10 tysięcy złotych monet skarbem i ukochaną córką Ireną. Eufrozyna pozostawiona przez męża została wkrótce uwięziona. Pod koniec stycznia 1204 roku Aleksy IV utracił władzę na rzecz Aleksego Dukasa Murzuflosa, kochanka córki Eufrozyny, Eudoksji. 5 lutego Murzuflos został ogłoszony cesarzem Aleksym V. W dwa miesiące później 12 kwietnia 1204 opuścił oblężony ponownie przez krzyżowców Konstantynopol zabierając Eudoksję I jej matkę. Zbiegowie udali się do Mosynopolis w Tracji, na dwór zbiegłego wcześniej Aleksego III. Aleksy III kazał Murzuflosa oślepić, porzuconego pojmali krzyżowcy I stracili.
Pod naporem nacierających od północy krzyżowców pod wodzą Bonifacego z Montferratu Aleksy III i Eufrozyna zbiegli najpierw do Tesaloniki, a następnie do Larisy w Tesalii, na tereny znajdujące się we władzy greckiego możnowładcy Leona Sgurosa. Za Sgurosa Aleksy po raz trzeci wydał swą córkę Eudoksję. Jednak jego siły były zbyt słabe by stawić opór łacinnikom, wyparty z Tesalii i Beocji schronił się w twierdzy korynckiej. Eufrozyna i Aleksy zostali w Tebach schwytani przez wojska Bonifacego. Aby uniknąć dalszych komplikacji krzyżowcy umieścili ich w więzieniu w Genui. W 1209 lub 1210 wykupił ich z niewoli ich kuzyn Michał I Angelos, władca Epiru. Aleksy III jeszcze w 1210 roku opuścił dwór swego dobroczyńcy w Arcie. Eufrozyna pozostała w Epirze, snując być może plany odzyskania ziem w południowej Tesalii, które posiadała przed 1203 rokiem. Zmarła w 1210 albo w 1211 roku.

## Rodzina
| Imię                                                                             | Lata życia | 1 małżeństwo                     | 2 małżeństwo                    | 3 małżeństwo                | Uwagi                      |
| -------------------------------------------------------------------------------- | ---------- | -------------------------------- | ------------------------------- | --------------------------- | -------------------------- |
| Dzieci Aleksego III Angelosa 1153–1211 - ojca                                    |            |                                  |                                 |                             |                            |
| Z Eufrozyną Dukainą Kamateriną poślubioną w 1169 roku                            |            |                                  |                                 |                             |                            |
| Irena Angelina                                                                   |            | z Andronikiem Kontostefanosem    | z Aleksym Paleologiem           |                             | babka Michała Paleologa    |
| Anna Angelina                                                                    | 1176–1212  | z Izaakiem Komnenem do 1195      | z Teodorem Laskarysem 1200-1212 |                             | cesarzowa nicejska od 1205 |
| Eudoksja Angelina                                                                | zm. 1211   | ze Stefanem Nemaniczem 1190-1198 | z Aleksym Murzuflosem w 1204    | z Leonem Sgurosem 1204-1210 |                            |
| Dzieci Izaaka II Angelosa 1156–1204 - stryja                                     |            |                                  |                                 |                             |                            |
| Z Heriną (Ireną) prawd. Paleologiną (oddaloną lub zmarłą najpóźniej w 1185 roku) |            |                                  |                                 |                             |                            |
| Eufrozyna Angelina                                                               |            |                                  |                                 |                             | wstąpiła do zakonu         |
| Irena Angelina                                                                   | 1181–1208  | z Rogerem Sycylijskim w 1193     | z Filipem Szwabskim 1197-1208   |                             |                            |
| Aleksy IV Angelos                                                                | 1182–1204  |                                  |                                 |                             | cesarz 1203 - 1204         |
| Z Małgorzatą węgierską poślubioną w lutym 1186 roku                              |            |                                  |                                 |                             |                            |
| Jan Angelos                                                                      | 1193–1259  |                                  |                                 |                             | władał Syrmią i Bač;       |
| Manuel Angelos                                                                   | 1195–1212  |                                  |                                 |                             |                            |